# Nazionale di sci alpino dell'Austria
La nazionale di sci alpino dell'Austria è la squadra nazionale che rappresenta l'Austria in tutte le manifestazioni dello sci alpino, dalle Olimpiadi ai Mondiali, dalla Coppa del Mondo alla Coppa Europa.
Raggruppa tutta gli sciatori di nazionalità austriaca selezionati dagli appositi organi ed è posta sotto l'egida della Federazione sciistica dell'Austria (Österreichischer Skiverband); è divisa in una squadra maschile e in una femminile, a loro volta articolate su vari livelli ("Nazionale A" o "di Coppa del Mondo", "Nazionale B" o "di Coppa Europa", ecc.); sono inoltre previste squadre giovanili, che prendono parte ai Mondiali juniores e alle altre manifestazioni internazionali di categoria.

## Storia
È la squadra nazionale di sci alpino più vittoriosa: vanta il maggior numero di successi in Coppa del Mondo ed è largamente la prima nazione nel medagliere olimpico.
Tra i primi a farsi valere in CdM vincendo due edizioni consecutive della classifica generale finale è stato Karl Schranz in campo maschile nel 1968-'69 e 1969-'70, mentre negli stessi anni in campo femminile si è distinta prima Gertrud Gabl con una vittoria finale della classifica generale di CdM nel 1968-'69, seguita da una lunga scia vittoriosa di 6 successi (consecutivi dal 1970-'71 al 1974-'75 e poi nel 1978-'79) da parte di Annemarie Moser-Pröll, record tuttora imbattuto in campo femminile. Dalla metà degli anni '70 si afferma in campo maschile nelle discipline veloci Franz Klammer, l'atleta più vittorioso della storia nelle gare di discesa libera, vincitore di cinque coppe di specialità.
Dopo un lungo digiuno di vittorie l'Austria torna al successo nella Coppa del Mondo generale in campo femminile, con tre successi consecutivi dall'1989-'90 al 1991-'92 con Petra Kronberger seguita nel 1992-'93 da Anita Wachter. Proprio negli anni '90 inizia il dominio della squadra austriaca in CdM, a partire dalle discipline veloci e in slalom gigante con atleti come Patrick Ortlieb, Hermann Maier (vincitore di quattro CdM generali, miglior supegigantista di tutti i tempi e secondo atleta più vittorioso nel massimo circuito dopo lo svedese Ingemar Stenmark, prima di essere superato da Marcel Hirscher), Stephan Eberharter (vincitore di due CdM generali), Michael Walchhofer, Andreas Schifferer, Werner Franz, Fritz Strobl, Josef Strobl, Hannes Trinkl, Hans Knauß e Rainer Salzgeber in campo maschile e Renate Götschl in campo femminile. Anche nelle discipline tecniche l'Austria si fa valere con atleti del calibro di Günther Mader e Christian Mayer (slalom gigante), Thomas Stangassinger, Thomas Sykora, Heinz Schilchegger e Mario Reiter (slalom speciale) in campo maschile e Alexandra Meissnitzer e Michaela Dorfmeister in campo femminile, vincitrici ciascuna di una CdM generale.
Negli anni 2000 lo squadrone austriaco si ridimensiona un po' rimanendo comunque ai vertici con atleti del calibro di Benjamin Raich (vincitore quest'ultimo di una CdM generale), Hannes Reichelt e Mario Matt in campo maschile e Brigitte Obermoser, Marlies Schild, Kathrin Zettel e Nicole Hosp in campo femminile, vincitrice quest'ultima di una CdM generale. Nel 2012 comincia il dominio di Marcel Hirscher, il quale vince 8 Coppe del Mondo generale consecutive (record imbattuto in campo maschile e femminile) e 12 di specialità. Inoltre Klaus Kröll vince una Coppa del Mondo di discesa libera. In campo femminile si distinguono Anna Fenninger, la quale vince due edizioni consecutive della CdM generale, e Marlies Schild, vincitrice di quattro Coppa del Mondo di slalom speciale e una di combinata, stabilisce inoltre il record di vittorie in slalom speciale, battuto poi da Mikaela Shiffrin. Inoltre Eva-Maria Brem vince una Coppa di slalom gigante e Nicole Schmidhofer una di discesa libera.
Nella stagione 2020-2021 Vincent Kriechmayr vince la Coppa del Mondo di supergigante, Marco Schwarz  e Katharina Liensberger quelle di slalom.
Notevoli anche i successi nei Campionati mondiali di sci alpino e ai Giochi Olimpici Invernali.

## Risultati in Coppa del Mondo

### Uomini
In attività
| Sciatore             | Generale | Discesa libera | Supergigante | Slalom gigante | Slalom speciale | Combinata | Totale |
| -------------------- | -------- | -------------- | ------------ | -------------- | --------------- | --------- | ------ |
| Marcel Hirscher      | 8        | -              | -            | 6              | 6               | -         | 20     |
| Hermann Maier        | 4        | 2              | 5            | 3              | -               | -         | 14     |
| Stephan Eberharter   | 2        | 3              | 2            | -              | -               | -         | 7      |
| Benjamin Raich       | 1        | -              | -            | 2              | 3               | 1         | 7      |
| Karl Schranz         | 2        | 2              | -            | 1              | -               | -         | 5      |
| Franz Klammer        | -        | 5              | -            | -              | -               | -         | 5      |
| Michael Walchhofer   | -        | 3              | -            | -              | -               | -         | 3      |
| Thomas Sykora        | -        | -              | -            | -              | 2               | -         | 2      |
| Helmut Höflehner     | -        | 2              | -            | -              | -               | -         | 2      |
| Vincent Kriechmayr   | -        | -              | 1            | -              | -               | -         | 1      |
| Marco Schwarz        | -        | -              | -            | -              | 1               | -         | 1      |
| Klaus Kröll          | -        | 1              | -            | -              | -               | -         | 1      |
| Reinfried Herbst     | -        | -              | -            | -              | 1               | -         | 1      |
| Hannes Reichelt      | -        | -              | 1            | -              | -               | -         | 1      |
| Rainer Schönfelder   | -        | -              | -            | -              | 1               | -         | 1      |
| Thomas Stangassinger | -        | -              | -            | -              | 1               | -         | 1      |
| Andreas Schifferer   | -        | 1              | -            | -              | -               | -         | 1      |
| Christian Mayer      | -        | -              | -            | 1              | -               | -         | 1      |
| Peter Wirnsberger    | -        | 1              | -            | -              | -               | -         | 1      |
| Harti Weirather      | -        | 1              | -            | -              | -               | -         | 1      |
| Hansi Hinterseer     | -        | -              | -            | 1              | -               | -         | 1      |
| Karl Cordin          | -        | 1              | -            | -              | -               | -         | 1      |
| Alfred Matt          | -        | -              | -            | -              | 1               | -         | 1      |
| Gerhard Nenning      | -        | 1              | -            | -              | -               | -         | 1      |
| Totale               | 17       | 23             | 9            | 14             | 16              | 1         | 80     |

### Donne
In attività
| Sciatrice             | Generale | Discesa libera | Supergigante | Slalom gigante | Slalom speciale | Combinata | Totale |
| --------------------- | -------- | -------------- | ------------ | -------------- | --------------- | --------- | ------ |
| Annemarie Moser-Pröll | 6        | 7              | -            | 3              | -               | -         | 16     |
| Renate Götschl        | 1        | 5              | 3            | -              | -               | -         | 9      |
| Michaela Dorfmeister  | 1        | 2              | 2            | 1              | -               | -         | 6      |
| Marlies Schild        | -        | -              | -            | -              | 4               | 1         | 5      |
| Petra Kronberger      | 3        | -              | -            | -              | 1               | -         | 4      |
| Anna Fenninger        | 2        | -              | -            | 2              | -               | -         | 4      |
| Alexandra Meissnitzer | 1        | -              | 1            | 1              | -               | -         | 3      |
| Anita Wachter         | 1        | -              | -            | 2              | -               | -         | 3      |
| Nicole Hosp           | 1        | -              | -            | 1              | -               | -         | 2      |
| Gertrud Gabl          | 1        | -              | -            | -              | 1               | -         | 2      |
| Roswitha Steiner      | -        | -              | -            | -              | 2               | -         | 2      |
| Brigitte Totschnig    | -        | 2              | -            | -              | -               | -         | 2      |
| Katharina Liensberger | -        | -              | -            | -              | 1               | -         | 1      |
| Nicole Schmidhofer    | -        | 1              | -            | -              | -               | -         | 1      |
| Eva-Maria Brem        | -        | -              | -            | 1              | -               | -         | 1      |
| Sabine Egger          | -        | -              | -            | -              | 1               | -         | 1      |
| Elfi Eder             | -        | -              | -            | -              | 1               | -         | 1      |
| Regina Sackl          | -        | -              | -            | -              | 1               | -         | 1      |
| Monika Kaserer        | -        | -              | -            | 1              | -               | -         | 1      |
| Wiltrud Drexel        | -        | 1              | -            | -              | -               | -         | 1      |
| Olga Pall             | -        | 1              | -            | -              | -               | -         | 1      |
| Totale                | 17       | 19             | 6            | 12             | 12              | 1         | 67     |

### Sciatori più vincenti
Nella tabella seguente sono riportati i primi 15 sciatori austriaci per numero di vittorie in Coppa del Mondo.
     In attività
| #  | Atleta               | Vittorie | Specialità | Specialità | Specialità | Specialità | Specialità | Specialità | Podi |
| #  | Atleta               | Vittorie | DH         | SG         | GS         | SL         | KB         | PR         | Podi |
| -- | -------------------- | -------- | ---------- | ---------- | ---------- | ---------- | ---------- | ---------- | ---- |
| 1  | Marcel Hirscher      | 67       | -          | 1          | 31         | 32         | -          | 3          | 138  |
| 2  | Hermann Maier        | 54       | 15         | 24         | 14         | -          | 1          | -          | 96   |
| 3  | Benjamin Raich       | 36       | -          | 1          | 14         | 14         | 7          | -          | 92   |
| 4  | Stephan Eberharter   | 29       | 18         | 6          | 5          | -          | -          | -          | 75   |
| 5  | Franz Klammer        | 26       | 25         | -          | -          | -          | 1          | -          | 45   |
| 6  | Michael Walchhofer   | 19       | 14         | 3          | -          | -          | 2          | -          | 49   |
| 7  | Mario Matt           | 15       | -          | -          | -          | 14         | 1          | -          | 42   |
| 8  | Günther Mader        | 14       | 1          | 6          | 2          | 1          | 4          | -          | 41   |
| 9  | Hannes Reichelt      | 13       | 6          | 6          | 1          | -          | -          | -          | 44   |
| 10 | Karl Schranz         | 12       | 8          | -          | 4          | -          | -          | -          | 22   |
| 10 | Vincent Kriechmayr   | 12       | 5          | 7          | -          | -          | -          | -          | 27   |
| 11 | Matthias Mayer       | 11       | 7          | 3          | -          | -          | 1          | -          | 43   |
| 12 | Helmut Höflehner     | 10       | 10         | -          | -          | -          | -          | -          | 25   |
| 12 | Thomas Stangassinger | 10       | -          | -          | -          | 10         | -          | -          | 37   |
| 14 | Reinfried Herbst     | 9        | -          | -          | -          | 9          | -          | -          | 16   |
| 14 | Fritz Strobl         | 9        | 7          | 2          | -          | -          | -          | -          | 31   |
| 14 | Thomas Sykora        | 9        | -          | -          | -          | 9          | -          | -          | 21   |

Legenda:

DH = Discesa libera

SG = Supergigante

GS = Slalom gigante

SL = Slalom speciale

KB = Combinata alpina e Supercombinata

PR = Slalom parallelo

### Sciatrici più vincenti
Nella tabella seguente sono riportate le prime 15 sciatrici austriache per numero di vittorie in Coppa del Mondo.
     In attività
| #  | Atleta                | Vittorie | Specialità | Specialità | Specialità | Specialità | Specialità | Specialità | Podi |
| #  | Atleta                | Vittorie | DH         | SG         | GS         | SL         | KB         | PR         | Podi |
| -- | --------------------- | -------- | ---------- | ---------- | ---------- | ---------- | ---------- | ---------- | ---- |
| 1  | Annemarie Moser-Pröll | 62       | 36         | -          | 16         | 3          | 7          | 3          | 113  |
| 2  | Renate Götschl        | 46       | 24         | 17         | -          | 1          | 4          | -          | 110  |
| 3  | Marlies Schild        | 37       | -          | ‐          | 1          | 35         | 1          | -          | 68   |
| 4  | Michaela Dorfmeister  | 25       | 7          | 10         | 8          | -          | -          | -          | 64   |
| 5  | Anita Wachter         | 19       | -          | 2          | 14         | 1          | 2          | 1          | 75   |
| 6  | Petra Kronberger      | 16       | 6          | 2          | 3          | 3          | 2          | -          | 35   |
| 7  | Anna Fenninger        | 15       | -          | 3          | 11         | -          | 1          | -          | 46   |
| 8  | Alexandra Meissnitzer | 14       | 2          | 7          | 5          | -          | -          | -          | 44   |
| 9  | Nicole Hosp           | 12       | -          | 1          | 5          | 5          | 1          | -          | 57   |
| 10 | Monika Kaserer        | 10       | -          | -          | 8          | 1          | -          | 1          | 42   |
| 11 | Kathrin Zettel        | 9        | -          | -          | 7          | 2          | -          | -          | 50   |
| 12 | Roswitha Steiner      | 8        | -          | -          | -          | 8          | -          | -          | 14   |
| 12 | Brigitte Totschnig    | 8        | 7          | -          | 1          | -          | -          | -          | 13   |
| 14 | Gertrud Gabl          | 7        | -          | -          | 2          | 5          | -          | -          | 16   |
| 14 | Elisabeth Görgl       | 7        | 2          | 3          | 2          | -          | -          | -          | 42   |

Legenda:

DH = Discesa libera

SG = Supergigante

GS = Slalom gigante

SL = Slalom speciale

KB = Combinata alpina e Supercombinata

PR = Slalom parallelo

## Risultati ai Mondiali
Nella tabella seguente sono riportate le medaglie vinte dall'Austria nelle varie edizioni dei Campionati mondiali di sci alpino.
| Anno   | Luogo                          | Paese       | Oro | Argento | Bronzo | Totale |
| ------ | ------------------------------ | ----------- | --- | ------- | ------ | ------ |
| 1931   | Mürren                         | Svizzera    | -   | 2       | 1      | 3      |
| 1932   | Cortina d'Ampezzo              | Italia      | 1   | 3       | 4      | 8      |
| 1933   | Innsbruck                      | Austria     | 5   | 2       | 2      | 9      |
| 1934   | Sankt Moritz                   | Svizzera    | -   | -       | -      | -      |
| 1935   | Mürren                         | Svizzera    | 3   | -       | 1      | 4      |
| 1936   | Innsbruck                      | Austria     | 2   | 1       | 3      | 6      |
| 1937   | Chamonix                       | Francia     | -   | 1       | -      | 1      |
| 1938   | Engelberg                      | Svizzera    | -   | -       | -      | -      |
| 1939   | Zakopane                       | Polonia     | -   | -       | -      | -      |
| 1948   | Sankt Moritz                   | Svizzera    | 1   | 2       | 3      | 6      |
| 1950   | Aspen                          | Stati Uniti | 3   | 3       | 1      | 7      |
| 1952   | Oslo                           | Norvegia    | 2   | 3       | 2      | 7      |
| 1954   | Åre                            | Svezia      | 2   | 3       | 3      | 8      |
| 1956   | Cortina d'Ampezzo              | Italia      | 4   | 3       | 3      | 10     |
| 1958   | Bad Gastein                    | Austria     | 4   | 4       | 1      | 9      |
| 1960   | Squaw Valley                   | Stati Uniti | 1   | 2       | 2      | 5      |
| 1962   | Chamonix                       | Francia     | 6   | 4       | 5      | 15     |
| 1964   | Innsbruck                      | Austria     | 3   | 4       | 3      | 10     |
| 1966   | Portillo                       | Cile        | -   | 1       | 2      | 3      |
| 1968   | Grenoble                       | Francia     | 1   | 1       | 4      | 6      |
| 1970   | Val Gardena                    | Italia      | 1   | 2       | 1      | 4      |
| 1972   | Sapporo                        | Giappone    | 1   | 2       | 2      | 5      |
| 1974   | Sankt Moritz                   | Svizzera    | 3   | 3       | 2      | 8      |
| 1976   | Innsbruck                      | Austria     | 1   | 1       | -      | 2      |
| 1978   | Garmisch-Partenkirchen         | Germania    | 4   | -       | 3      | 7      |
| 1980   | Lake Placid                    | Stati Uniti | 2   | 1       | 3      | 6      |
| 1982   | Schladming                     | Austria     | 1   | -       | 2      | 3      |
| 1985   | Bormio                         | Italia      | -   | 4       | 1      | 5      |
| 1987   | Crans-Montana                  | Svizzera    | -   | 3       | 1      | 4      |
| 1989   | Vail                           | Stati Uniti | 3   | 2       | 1      | 6      |
| 1991   | Saalbach-Hinterglemm           | Austria     | 5   | 3       | 3      | 11     |
| 1993   | Morioka                        | Giappone    | 1   | 3       | 4      | 8      |
| 1996   | Sierra Nevada                  | Spagna      | 1   | 2       | 1      | 4      |
| 1997   | Sestriere                      | Italia      | 1   | -       | 3      | 4      |
| 1999   | Vail/Beaver Creek              | Stati Uniti | 5   | 3       | 5      | 13     |
| 2001   | Sankt Anton am Arlberg         | Austria     | 3   | 6       | 2      | 11     |
| 2003   | Sankt Moritz                   | Svizzera    | 3   | 5       | 1      | 9      |
| 2005   | Bormio/Santa Caterina Valfurva | Italia      | 3   | 4       | 4      | 11     |
| 2007   | Åre                            | Svezia      | 3   | 3       | 3      | 9      |
| 2009   | Val-d'Isère                    | Francia     | 2   | 1       | 2      | 5      |
| 2011   | Garmisch-Partenkirchen         | Germania    | 4   | 3       | 1      | 8      |
| 2013   | Schladming                     | Austria     | 2   | 2       | 4      | 8      |
| 2015   | Vail/Beaver Creek              | Stati Uniti | 5   | 3       | 1      | 9      |
| 2017   | Sankt Moritz                   | Svizzera    | 3   | 4       | 2      | 9      |
| 2019   | Åre                            | Svezia      | 1   | 4       | 3      | 8      |
| 2021   | Cortina d'Ampezzo              | Italia      | 5   | 1       | 2      | 8      |
| Totale | Totale                         | Totale      | 101 | 104     | 97     | 302    |

## Risultati alle Olimpiadi
Nella tabella seguente sono riportate le medaglie vinte dall'Austria nello sci alpino alle varie edizioni dei Giochi olimpici invernali. 
| Anno   | Luogo                  | Paese         | Oro | Argento | Bronzo | Totale |
| ------ | ---------------------- | ------------- | --- | ------- | ------ | ------ |
| 1936   | Garmisch-Partenkirchen | Germania      | -   | -       | -      | -      |
| 1948   | Sankt Moritz           | Svizzera      | 1   | 2       | 3      | 6      |
| 1952   | Oslo                   | Norvegia      | 2   | 3       | 2      | 7      |
| 1956   | Cortina d'Ampezzo      | Italia        | 3   | 3       | 3      | 9      |
| 1960   | Squaw Valley           | Stati Uniti   | 1   | 2       | 2      | 5      |
| 1964   | Innsbruck              | Austria       | 3   | 2       | 2      | 7      |
| 1968   | Grenoble               | Francia       | 1   | 1       | 3      | 5      |
| 1972   | Sapporo                | Giappone      | -   | 2       | 2      | 4      |
| 1976   | Innsbruck              | Austria       | 1   | 1       | -      | 2      |
| 1980   | Lake Placid            | Stati Uniti   | 2   | 1       | 1      | 4      |
| 1984   | Sarajevo               | Jugoslavia    | -   | -       | 1      | 1      |
| 1988   | Calgary                | Canada        | 3   | 3       | -      | 6      |
| 1992   | Albertville            | Francia       | 3   | 2       | 3      | 8      |
| 1994   | Lillehammer            | Norvegia      | 1   | 1       | 1      | 3      |
| 1998   | Nagano                 | Giappone      | 3   | 4       | 4      | 11     |
| 2002   | Salt Lake City         | Stati Uniti   | 2   | 2       | 5      | 9      |
| 2006   | Torino                 | Italia        | 4   | 5       | 5      | 14     |
| 2010   | Vancouver              | Canada        | 1   | 1       | 2      | 4      |
| 2014   | Soči                   | Russia        | 3   | 4       | 2      | 9      |
| 2018   | Pyeongchang            | Corea del Sud | 3   | 2       | 2      | 7      |
| 2022   | Pechino                | Cina          | 3   | 3       | 1      | 7      |
| Totale | Totale                 | Totale        | 40  | 44      | 44     | 128    |